# Alexander Grothendieck

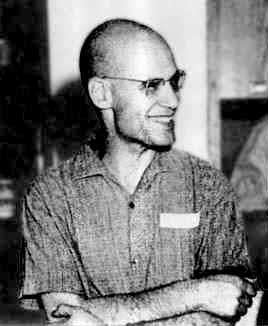
Alexander Grothendieck (1970)

Alexander Grothendieck (* 28. März 1928 in Berlin; † 13. November 2014 in Saint-Lizier in der Nähe von Saint-Girons, Département Ariège) war einer der bedeutendsten Mathematiker des 20. Jahrhunderts, dem insbesondere ein völliger Neuaufbau der algebraischen Geometrie zu verdanken ist. Außerdem war er Pazifist und Ökologe. Er war Begründer einer eigenen Schule der algebraischen Geometrie, deren Entwicklung er in den 1960er Jahren maßgeblich beeinflusste. 1966 wurde ihm die als höchste Auszeichnung in der Mathematik anerkannte Fields-Medaille verliehen. Beeinflusst durch die politischen Ideen des Mai 1968 in Frankreich zog sich Grothendieck 1970 weitgehend aus seiner zentralen Position im mathematischen Leben von Paris zurück und nahm 1971 die französische Staatsbürgerschaft an. 1991 verschwand er völlig aus der Öffentlichkeit; sein letzter Aufenthaltsort in den Pyrenäen war nur wenigen Freunden bekannt.
Alexander Grothendiecks mathematische Veröffentlichungen umfassen die Gebiete der Topologie, der algebraischen Geometrie und der Funktionalanalysis. Zu seinen späteren Schriften gehören Thesenpapiere und Meditationsschriften aus den Bereichen der Ökologie, Philosophie, Religion und vor allem der Esoterik.
Weil ein Großteil seines Lebens und Wirkens sich in Frankreich vollzog, wird sein Name oft als Alexandre Grothendieck angegeben, während er selbst gelegentlich betonte, seinen ursprünglichen deutschen Vornamen beibehalten zu haben. Auf einem handgeschriebenen Brief, den er am 3. Januar 2010 anlässlich der von ihm selbst gewünschten Entfernung seiner Schriften verfasste, unterschrieb er jedoch mit der französischen Namensform.

## Leben und Werk

### Herkunft und Jugend

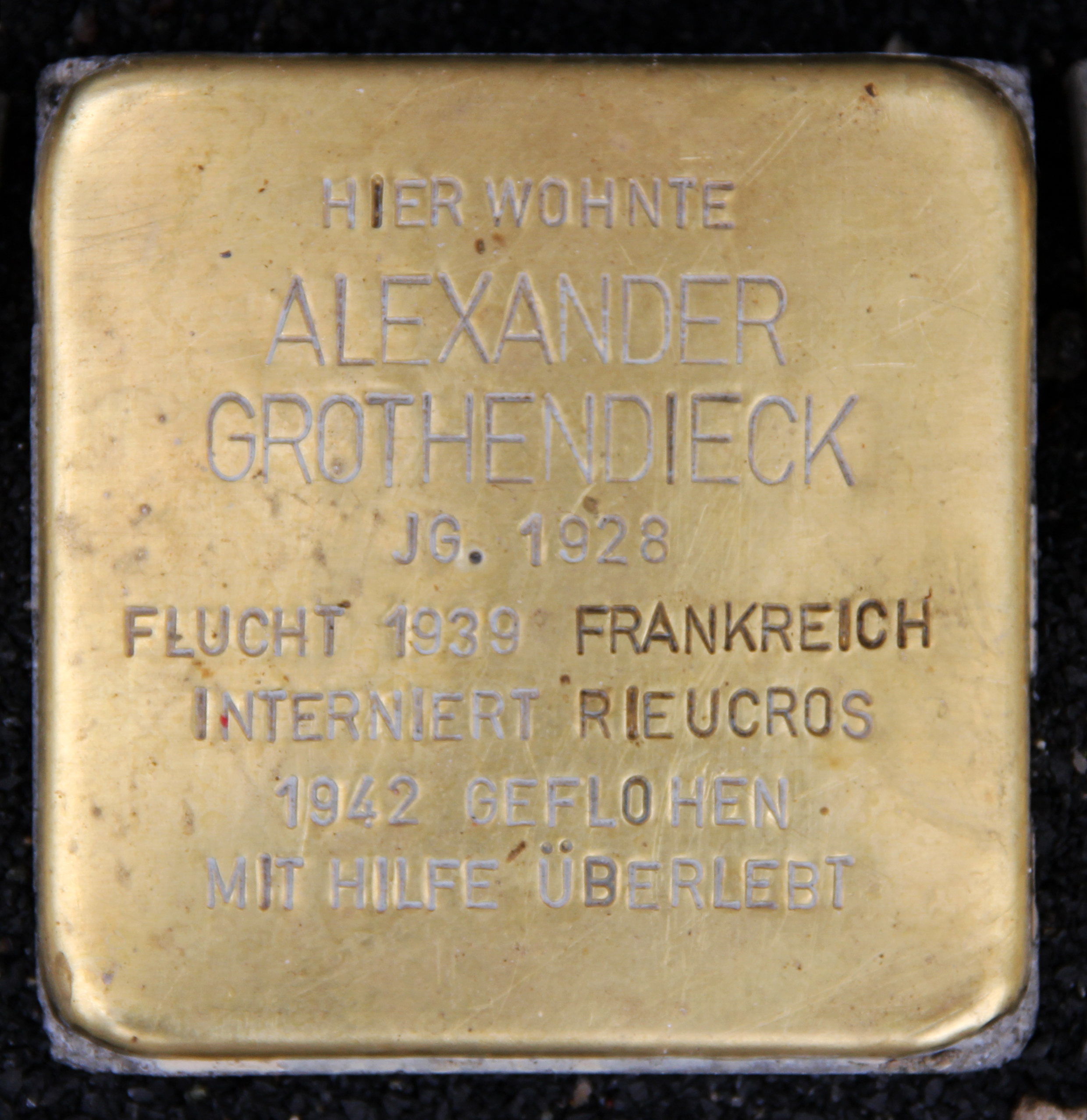
Stolperstein am Haus, Brunnenstraße 165, in Berlin-Mitte

Alexander Grothendieck wurde in Berlin geboren, wo seine Mutter, die norddeutsche Journalistin und Schriftstellerin Johanna „Hanka“ Grothendieck (1900–1957), lebte und mit einem Mann verheiratet war, der nicht sein Vater war (aus dieser Beziehung stammte Alexanders Halbschwester Maida). Sein Vater, Alexander Schapiro (1890–1942), lebte seit 1921 illegal unter dem Namen „Alexander Tanarow“. Er war von chassidischer Herkunft, wurde Anarchist, musste, weil er in der ukrainischen Machnobewegung aktiv gewesen war, nach der russischen Oktoberrevolution die Ukraine verlassen und ging als Exilant nach Berlin. Dort verdiente er seinen Lebensunterhalt als Straßenfotograf und lernte Hanka Grothendieck kennen.
„Schurik“, wie Grothendieck als Kind genannt wurde, verlebte seine frühe Kindheit in Berlin bei seinen Eltern. 1933 floh der Vater vor den Nationalsozialisten nach Paris. Die Mutter folgte ihm einige Monate später und gab den Sohn in die Obhut von Pflegeeltern, Dagmar und Wilhelm Heydorn in Hamburg. Wilhelm Heydorn, ein ehemaliger evangelischer Theologe, der schon 1913 dem atheistischen Monistenbund beigetreten war, blieb auch unter dem Nazi-Regime heimlich politisch aktiv. Grothendieck besuchte die Volksschule und anschließend das Gymnasium Blankenese. Seine leiblichen Eltern, Hanka Grothendieck und Alexander Schapiro, engagierten sich unterdessen auf der Seite der anarchosyndikalistischen Gruppen im spanischen Bürgerkrieg.
Nachdem Grothendieck 1939 von seinen Eltern nach Frankreich geholt worden war, wurde die Familie 1940 durch die Vichy-Regierung in einem Konzentrationslager interniert. Alexander Schapiro wurde 1942 ins KZ Auschwitz-Birkenau gebracht und dort als eines der ersten Opfer ermordet.
1942 entkam Alexander Grothendieck dem Lager in Frankreich und ging nach Le Chambon-sur-Lignon in den Cevennen – in jenes protestantische Dorf, das während der deutschen Besatzung Frankreichs Juden Unterschlupf gewährte. Dort lernte er André Trocmé kennen. Grothendieck besuchte dort das Collège Cevenol und schloss 1945 mit dem Baccalauréat ab. Nach der Befreiung durch die Alliierten wurden Mutter und Sohn wieder vereint. Sie blieben bis zum Tod der Mutter – sie starb 1957 an einer Tuberkulose, die sie sich während der Internierung zugezogen hatte – eng verbunden. 1947 war Grothendieck zusammen mit Theodor Michaltscheff Mitbegründer der Internationale der Kriegsdienstgegner (IDK).

### Studium und Funktionalanalysis
Von 1945 bis 1948 studierte Grothendieck Mathematik in Montpellier, wo er für sich allein Ergebnisse der Maßtheorie und des Lebesgue-Integrals wiederentdeckte. Danach wechselte er den Studienort, zunächst nach Paris an die École normale supérieure, wo er das berühmte Seminar von Henri Cartan besuchte. Da sich Grothendieck auf Funktionalanalysis spezialisierte, riet Cartan ihm Ende 1949, zu Jean Dieudonné und Laurent Schwartz nach Nancy zu gehen.
Grothendieck schloss 1953 in Nancy mit seiner einflussreichen Dissertation über topologische Vektorräume ab, in der er viele offene Probleme mit abstrakten algebraischen (homologischen) Methoden löste (Tensorprodukte und nukleare Räume, erschienen in den Memoirs of the American Mathematical Society 1955). Es wird sogar erzählt, dass er alle 14 Probleme, die Laurent Schwartz, Pionier der Distributionentheorie und Fields-Medaillist, als wegweisend ansah, innerhalb eines Jahres löste.
Da in Frankreich für Grothendieck damals keine Stellen in Aussicht waren – er blieb bis zum Sommer 1971 staatenlos; die Annahme der französischen Staatsbürgerschaft hätte Wehrdienst bedeutet, was seine Kandidatur erschwerte –, ging er auf Empfehlung von Freunden nach São Paulo und an die Universität von Kansas, wo er bis 1956 blieb. Er setzte dort seine Reihe fundamentaler Arbeiten in der Funktionalanalysis fort.

### Algebraische Geometrie
Ab 1955 wandte sich Alexander Grothendieck der algebraischen Geometrie zu. Zunächst schrieb er noch in Kansas eine einflussreiche Arbeit über die Theorie abelscher Kategorien, die im Tohoku Mathematical Journal erschien und daher als Tohoku-Paper bekannt ist. Er arbeitete sich im Seminar von Claude Chevalley in Paris in das Thema ein und führte intensive Diskussionen mit Jean-Pierre Serre, auf dessen breites Wissen auch klassischer Resultate er immer wieder zurückgriff (der Briefwechsel der beiden aus dieser Zeit wurde 2003 veröffentlicht). Auch hier versuchte er zuerst, die Theorie möglichst weit zu abstrahieren: Sätze über algebraische Varietäten wurden im Rahmen der Kategorientheorie in solche über Abbildungen (Morphismen) zwischen Kategorien von Objekten wie Varietäten und Gruppen umgewandelt. Sein für die damalige mathematische Welt eindrucksvollster Erfolg war die abstrakte Formulierung des Satzes von Hirzebruch-Riemann-Roch, bei dem es um die Dimension des Raums der Vektorbündel über einer Varietät geht (im klassischen Fall einer riemannschen Fläche). Serre hatte schon eine Formulierung als alternierende Summe der Dimensionen der zugehörigen Kohomologiegruppen gegeben, die in dem Satz durch topologische Invarianten ausgedrückt wird. Der Satz wurde von Friedrich Hirzebruch mit komplizierten topologischen Methoden bewiesen. Grothendieck formulierte und bewies ihn in abstraktem algebraischen Rahmen. Veröffentlicht wurde das Ergebnis in einer Arbeit von Jean-Pierre Serre und Armand Borel 1957 (angeblich war es Grothendieck selbst noch nicht abstrakt genug). In dieser Arbeit liegen auch die Ursprünge der topologischen K-Theorie der 1960er Jahre, entwickelt unter anderem von Michael Atiyah und Hirzebruch besonders in Zusammenhang mit dem Atiyah-Singer-Indexsatz. Grothendieck erzielte damit auch auf diesem Gebiet den wesentlichen Durchbruch und wurde auf dem ICM in Edinburgh 1958 gebeten, einen der Plenarvorträge zu halten (Titel: The Cohomology theory of abstract algebraic varieties). Hier skizzierte er auch schon sein späteres Programm, eine abstrakte topologische Homologietheorie in der algebraischen Geometrie zu formulieren, die so allgemein ist, dass sie ihre Ergebnisse gleichzeitig sowohl über Körpern wie den komplexen und reellen Zahlen (klassische algebraische Geometrie) als auch über endlichen und p-adischen Körpern (Zahlentheorie) formuliert. Analogien zwischen Zahlkörpern und Funktionenkörpern (algebraische Geometrie), die schon seit dem 19. Jahrhundert bekannt waren (etwa Richard Dedekind, Heinrich Weber, Leopold Kronecker), könnten so in natürlicher Weise eine Erklärung finden (es ist auch noch immer so, dass Sätze, deren Beweis für Zahlkörper zu schwierig ist, erst im einfacheren Fall von „Funktionenkörpern“ bewiesen werden).

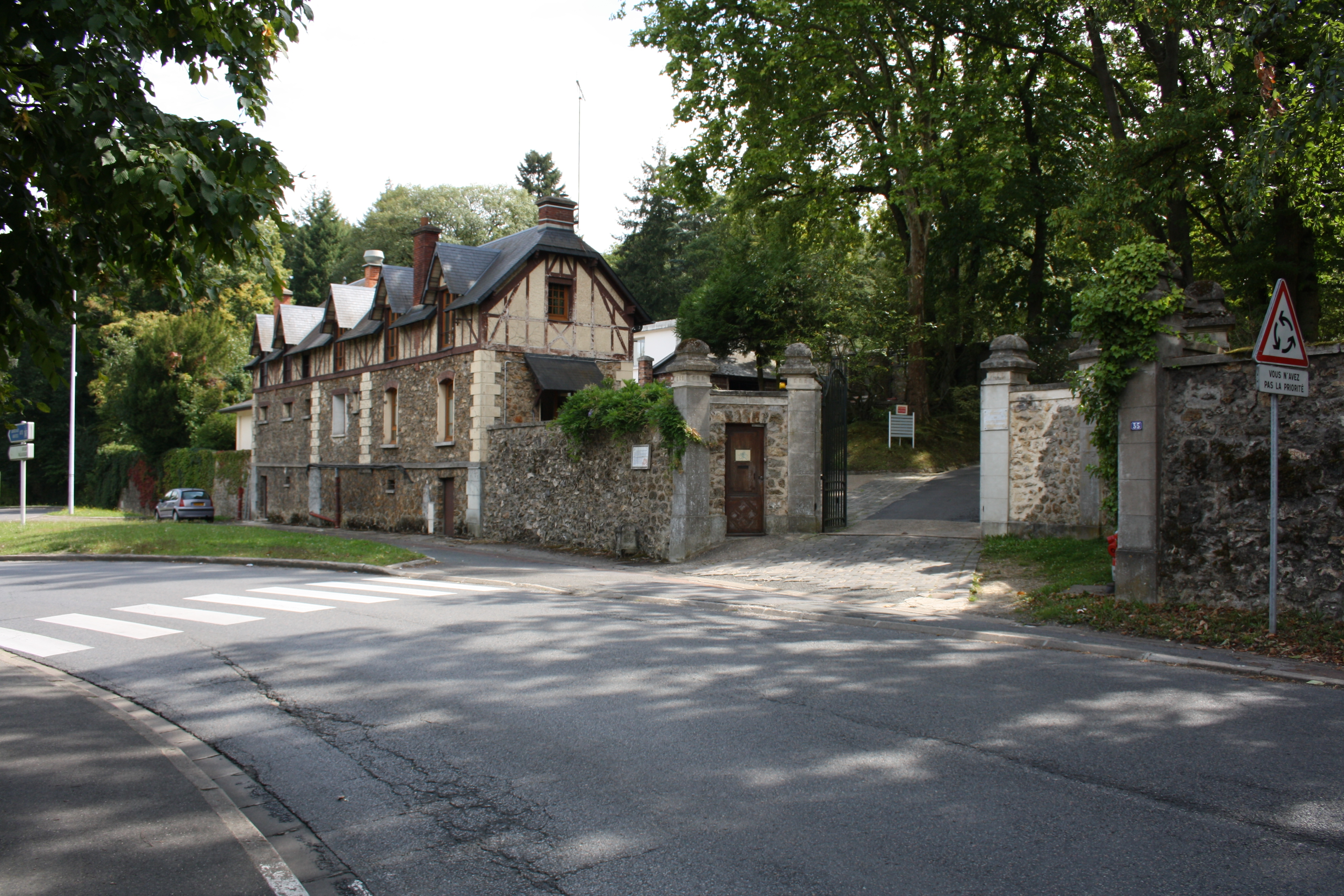
Eingang des IHES

Grothendieck arbeitete daran in den nächsten zwölf Jahren intensiv (oft zwölf Stunden am Tag) im Zentrum einer großen Schule von algebraischen Geometern wie Luc Illusie, Michael Artin, Jean-Louis Verdier, Michel Raynaud, Michèle Raynaud, Jacob Murre, Michel Demazure, Jean Giraud, Pierre Deligne, Pierre Gabriel, William Messing, Hoàng Xuân Sính, Monique Hakim und anderen, die sein Programm vorantrieben. Einige Jahre lang (bis 1960) war er auch im Bourbaki-Kreis aktiv. Ab 1959 war er am Institut des Hautes Études Scientifiques (kurz: IHES) in Bures-sur-Yvette bei Paris, allerdings fand das Seminar zunächst noch in Paris statt, erst ab 1963 in Bures-sur-Yvette (gleichzeitig zog Grothendieck von Paris dorthin). Auch in den USA, wo er auf Einladung von Oscar Zariski ab 1960 regelmäßig an der Harvard University Vorlesungen hielt, bildete sich eine Schule: Robin Hartshorne, der ein weitverbreitetes Lehrbuch über Grothendiecks Schema-Zugang zur algebraischen Geometrie schrieb, Barry Mazur, Nicholas Katz und andere. Die algebraische Geometrie wurde um den Begriff des Schemas neu aufgebaut, eine Idee, die ursprünglich von Pierre Cartier stammt (1957). Das sind Ring-Räume, lokal isomorph zu „Spec (A)“, dem Spektrum eines Ringes A (der Menge seiner Primideale), die an die Stelle algebraischer Varietäten treten. Der Grund der Einführung von Schemata lag nach Grothendieck nicht im Drang zu größtmöglicher Verallgemeinerung, sondern darin, dass solche Schemata nilpotente Elemente als natürliche Objekte der algebraischen Geometrie enthalten und zum besseren Verständnis von Varietäten beitragen. Spezielle Schemata werden für die verschiedenen in der klassischen algebraischen Geometrie vorkommenden Varietäten verwendet. Um zu seinem Fernziel, dem Beweis der Weil-Vermutungen, zu gelangen, erfand Grothendieck auch noch eine neue Art von Topologie in der algebraischen Geometrie, die nicht wie die schon verwendete Zariski-Topologie algebraische Untervarietäten formalisiert, sondern die Idee der Überlagerungsmannigfaltigkeit über einem Basisraum, wie in der Theorie riemannscher Flächen oder bei algebraischen Zahlkörpern in der Klassenkörpertheorie. Er nannte diese Topologie Étale Topologie (étale frz. für ausgebreitet). Mit Übertragung von Ideen von Solomon Lefschetz aus der klassischen Theorie gelang es Grothendieck, einen Teil der Weil-Vermutungen zu beweisen (Rationalität der Zetafunktion, Funktionalgleichung). Er formulierte eine Reihe von „Standardvermutungen“ über algebraische Zyklen, aus denen diese folgen. Während diese aber bis heute unbewiesen sind, gelang es seinem Mitarbeiter und Schüler Pierre Deligne 1974 doch noch, auf dem von Grothendieck errichteten Theoriengebäude die letzte und schwierigste der Weil-Vermutungen, das Analogon zur Riemannvermutung, zu beweisen. Dabei benutzte er einen Trick aus der klassischen Theorie der Modulfunktionen, auf den Grothendieck alleine wegen seiner begrenzten Literaturkenntnisse nicht gekommen wäre. Als sich Grothendieck den Beweis erklären ließ, war er enttäuscht, dass er nicht über den von ihm vorgezeichneten Weg geführt wurde, und verlor jegliches Interesse.
Die Frucht dieser Arbeiten aus den 1960er Jahren sind die Éléments de géométrie algébrique (EGA), verfasst mit Jean Dieudonné, und die umfangreichen Seminaires de Geometrie Algebrique du Bois Marie (SGA) (Bois Marie heißt der Wald, in dem das IHES liegt) mit verschiedenen Autoren. Auf die Frage, warum man in seinem Seminar an der IHES so wenig Bücher fand, antwortete Grothendieck, sie würden sie dort selber schreiben. Aus Äußerungen von Grothendieck selbst kann man entnehmen, dass er, als sein intensives Bemühen um den Beweis der Weil-Vermutungen gegen Ende der 1960er Jahre auf Hindernisse stieß, um diese Zeit „ausgebrannt“ war. Nachhall finden noch heute (2008) Grothendiecks Ende der 1960er Jahre entwickelte Vermutungen über Zusammenhänge der verschiedenen von der Grothendieck-Schule untersuchten Kohomologie-Theorien (l-adische Kohomologie, kristalline Kohomologie und andere) in der algebraischen Geometrie, die Motive (etwa in Gesprächen mit Yuri Manin, der darüber 1968 einen Aufsatz schrieb). Ein Beispiel aus der klassischen algebraischen Geometrie der Kurven wäre die Zuordnung von speziellen abelschen Varietäten, den Jacobi-Varietäten, zur Kurve und ihrer riemannschen Fläche; im Langlands-Programm werden als Motive Verbindungen zu automorphen Darstellungen vermutet.

### Abwendung von der Mathematik
1965 wurde Grothendieck in die American Academy of Arts and Sciences gewählt, 1966 wurde er mit der Fields-Medaille, der höchsten Auszeichnung der mathematischen Forschungsgemeinschaft, geehrt. Er lehnte es aber aus politischen Gründen ab, zu der offiziellen Verleihung nach Moskau zu reisen. Grothendieck galt schon 1958 als aussichtsreicher Kandidat, damals waren aber noch wenige seiner Arbeiten veröffentlicht. Man erwartete, dass er 1962 die Auszeichnung erhalten würde, was möglicherweise deswegen nicht geschah, weil er damals schon als zu etabliert galt. Die Kriterien waren aber 1966 wieder geändert worden, als die allgemeine Altersgrenze von 40 Jahren eingeführt wurde.
Schon seit den 1950er Jahren rasierte sich Grothendieck eine Glatze wie sein Vater, den er verehrte, und trug russische Bauernkleider. Die Studentenbewegung Ende der 1960er Jahre machte ihn politisch aktiv (teilweise wohl auch das Vorbild seines politisch stark engagierten Lehrers Laurent Schwartz): 1967 besuchte er Hanoi und hielt dort Vorlesungen. Sein Haus in Paris war für jeden offen. Ab 1970 begann Grothendieck seinen Rückzug aus der Mathematik und wandte sich zunehmend der Ökologie, der Philosophie und der Esoterik zu. Auch von seiner Position am IHES trat er zurück, als er erfuhr, dass diese Einrichtung Gelder vom französischen Verteidigungsministerium erhielt. Er ergründete die Religionen, vor allem den Buddhismus (ab 1974) und ab Anfang der 1980er Jahre christlich-mystische und esoterische Ideen. 1970 gründete er zusammen mit seinen beiden Freunden, den Mathematikern Claude Chevalley und Pierre Samuel, die Gruppe Survivre et vivre, die auf dem Hintergrund der 1968er-Bewegung pazifistische und ökologische Ideen vertrat. In den folgenden Jahren bekannte er sich immer mehr zu einer alternativen Lebensweise im Stil der 1960er und 1970er Jahre: Er lebte zeitweise wie in einer Kommune. Ab Ende der 1960er Jahre wohnte er zunächst in einem Haus in Massy.
Anfang der 1970er Jahre hielt er Vorlesungen am Collège de France in Paris, wo er nach seinem Weggang vom IHES dank der Verwendung von Jean-Pierre Serre für zwei Jahre eine Professur hatte, und an der Universität im nahen Orsay. Diese Vorlesungen nutzte er dazu, über Umweltschutz und Friedenstheorie zu reden, und bekam Schwierigkeiten mit seinen Vorgesetzten. Er war zum Internationalen Mathematikerkongress 1970 in Nizza eingeladen (Vortragsthema: Groupes de Barsotti-Tate et cristaux), verkaufte vor Ort allerdings die Zeitung seiner Gruppe und eckte bei dem Organisator des Kongresses, Jean Dieudonné, an. 1973 opponierte er auf der Antwerper Konferenz über Modulformen gegen die Finanzierung durch die NATO und verärgerte seinen langjährigen Freund Jean-Pierre Serre. Grothendieck sah eine ökologische Katastrophe auf die Menschheit zukommen, die es künftig auch unmöglich machen würde, sich mit Mathematik zu befassen. Daher wandte er sich konsequent nichtmathematischen Fragen zu.
1973 zog er in das kleine Dorf Villecun am Südrand der Cevennen und lebte von da an nur noch in kleinen Orten auf dem Land. 1974 wurde er Professor an der Universität Montpellier und hatte ab 1984 bis zu seinem Ruhestand 1988 eine Stelle beim nationalen Zentrum für wissenschaftliche Forschung (CNRS) in Paris inne. Grothendieck hatte nach seinem Weggang vom IHES Schwierigkeiten, in Frankreich eine für einen Mathematiker seiner Bedeutung angemessene Stellung zu erhalten. Sein ehemaliger Kollege beim IHES, David Ruelle, empfand dies später als Skandal und schrieb dies den Besonderheiten des französischen Universitäts- und Forschungssystems zu, in welcher der Besuch bestimmter Eliteuniversitäten für die Karriere von großer Bedeutung war und ist. Grothendieck blieb in diesem System ein Außenseiter. Er hielt bis 1984 in Montpellier Vorlesungen, allerdings nicht über sein früheres Forschungsprogramm, sondern auf elementarer Ebene – und nach Auskunft ehemaliger Studenten erfolgreich. Seine mathematischen Denkschriften, die er auch in der Hoffnung kursieren ließ, beim CNRS eine neue Forschungsgruppe zu leiten, sorgten weiterhin für Aufsehen, so sein Esquisse d’un programme (Skizze eines Programms) von 1983, das von einfachen Graphen auf Riemannflächen (dessins d’enfants, „Kinderzeichnungen“) und den Wirkungen von Galoisgruppen (speziell der absoluten Galoisgruppe über den rationalen Zahlen) auf diesen handelte. Er schrieb einen offenen Brief an Gerd Faltings und propagierte anabelian geometry, eine neuartige Synthese um die Modulräume algebraischer Kurven. In einem fast 600 Seiten langen „Brief“ (Pursuing Stacks, frz. A la poursuite des champs, 1983) an Daniel Gray Quillen, der maßgeblich am Ausbau der von Grothendieck initiierten K-Theorie beteiligt war, zeigte er Interesse an dessen Theorie höherer Kategorien (sein Buch Homotopical algebra von 1967), auf dessen Grundlage er auch eine neue Basis für die Topologie sah (in Einschluss seiner eigenen Vision einer Verallgemeinerung aus den 1960er Jahren, der Topos-Theorie).
Um 1980 wandte er sich christlicher Mystik und Esoterik zu. Sein psychischer Zustand verschlechterte sich. Er identifizierte sich zeitweise mit der stigmatisierten katholischen Nonne Marthe Robin. Nächtelang spielte er Klavier und sang Choräle. 1988 kam es während einer Fastenzeit zum Exzess und er betete zu Jesus Christus, sich ihm als Zeichen der Existenz des Göttlichen in der Welt zu offenbaren. 1990 kündigte er das Jüngste Gericht und ein Goldenes Zeitalter an. Diese psychischen Störungen griffen sein Bewusstsein stark an. Er bedurfte in diesem Lebensabschnitt dringend medizinischer und psychiatrischer Hilfe.
Die Gerüchte über derart irritierende Äußerungen (goldenes Zeitalter nach einem neuen Holocaust, kleine Abweichungen in den Naturkonstanten seien das Werk des Teufels, Kritisches über ehemalige Kollegen usw.) in seinen Schriften Säen und Ernten (1983–1986) und Der Schlüssel der Träume, in denen er der Idee nachging, Gott würde mit ihm in seinen Träumen reden, trugen zum Unverständnis unter seinen Fachkollegen und Freunden bei und beschleunigten somit nur seine soziale Isolation.
Säen und Ernten war ursprünglich als Einleitung zu Pursuing stacks gedacht und sollte seinen neuen Arbeitsstil intuitiver Vermutungen erläutern, entwickelte sich dann aber zu einer komplexen, tagebuchartigen Gedankensammlung über die unterschiedlichsten Themen. In einem 1000-Seiten-Exkurs (The Burial) beschuldigte er ehemalige Schüler und Mitarbeiter, sein Werk und seinen Arbeitsstil zu Grabe getragen zu haben, indem sie seine Ideen gestohlen und seine 1970 hinterlassenen „Baustellen“ nicht weiterentwickelt hätten. In einem Lettre de la Bonne Nouvelle (Brief der frohen Botschaft) an seine Freunde kündigte er 1990 das baldige Heraufziehen eines „Neuen Zeitalters der Befreiung“ an, nur um die Visionen in einem Brief kurz darauf wieder zurückzunehmen.
Als ihm 1988 der renommierte schwedische Crafoord-Preis verliehen werden sollte, lehnte er diesen ab. Er begründete dies mit einer Kritik an der Politik des französischen Präsidenten François Mitterrand sowie dem weit verbreiteten moralischen Verfall unter seinen Kollegen (Brief an Le Monde, 4. Mai 1988, auch in Mathematical Intelligencer 1989). Das Verhalten stieß bei der Mehrheit seiner Mathematikerkollegen auf Unverständnis.
1991 verschwand Grothendieck aus dem öffentlichen Leben. Er zog aus seinem Wohnort Les Aumettes fort und lebte fortan in vollständiger Isolation, sein genauer Aufenthaltsort war nur wenigen Vertrauten bekannt. Zuvor übergab er 1991 dem Mathematiker Jean Malgoire mehrere Kartons mit rund 20.000 Seiten Aufzeichnungen, von ihm seine „Sudelschriften“ genannt (gribouillis), die heute in der Universität von Montpellier lagern, aber nach dem Willen Grothendiecks nicht zur Veröffentlichung bestimmt sind. Darunter sind nach Aussagen von Yves André, der 2004 kurz Einblick erhielt, auch mathematische Schriften.
1995 übergab er Malgoire ein 2000-Seiten-Manuskript über die Grundlagen der Homotopietheorie (Les Dérivateurs). Seinem Schüler Malgoire hatte er auch schon das 1300-Seiten-Manuskript Der lange Marsch durch die Galoistheorie übergeben, entstanden aus einem 1981 von ihm und Malgoire in Montpellier gehaltenen Seminar.
Anfang 2010 erklärte Grothendieck in einem Brief den Wunsch, dass diejenigen Schriften, deren Veröffentlichung er nicht zugestimmt habe, nicht mehr publiziert würden. Die Internetseite Grothendieck Circle kam diesem Wunsch nach und entfernte alle Schriften Grothendiecks aus ihrem Angebot. Auch ein Projekt zu einer Neuausgabe der SGA-Bände scheint vorläufig eingestellt zu sein. Durch Einigung mit den Erben Grothendiecks stellt die Universität Montpellier, an der er zuletzt wirkte, rund 18.000 Seiten aus seinem Nachlass online (was wiederum nur ein Teil des viel umfangreicheren schriftlichen Nachlasses ist). Im Oktober 2023 wurde bekannt, dass diese Schriften nun doch veröffentlicht werden sollen. Seine Kinder haben der französischen Nationalbibliothek die Originale übergeben.
Alexander Grothendieck lebte lange mit seiner Mutter Johanna „Hanka“ Grothendieck zusammen. Sie hatte sich bereits während ihrer Internierung in Frankreich mit Tuberkulose infiziert und erlag einer erneuten Infektion. Grothendieck selbst hatte fünf Kinder: Serge ist der Sohn aus der Beziehung mit einer älteren Französin. Mit Mireille Dufour hatte er drei Kinder. Der promovierte Mathematiker John Grothendieck ist der Sohn aus der Beziehung mit Justine Bumby. Über die Schreibweise von Bumbys Mädchennamen ist sich die Literatur uneins, da Allyn Jackson Skalba verwendet, Winfried Scharlau hingegen Skalfa.
Am 13. November 2014 starb Alexander Grothendieck im Alter von 86 Jahren im Krankenhaus von Saint-Girons in Saint-Lizier im Département Ariège (Frankreich), in der Nähe der Ortschaft Lasserre, wohin er sich seit Anfang der 1990er Jahre zurückgezogen hatte. Seine Grabstätte befindet sich auf dem Friedhof der Kirche Saint-Martin in Lasserre.
Am 22. März 2017 wurden vor seinem ehemaligen Wohnhaus Brunnenstraße 165 in Berlin-Mitte Stolpersteine für ihn und seine Familie verlegt.

## Würdigung
Grothendieck war ein Theorien-Erbauer par excellence. Er drängte stets zu größtmöglicher Abstraktion unter Verwendung der homologischen Algebra, machte sie dann aber für den Beweis von Theoremen auch fruchtbar. Ein Beispiel ist sein Beweis seiner Version des Riemann-Roch-Theorems in den 1950er Jahren. Grothendieck selbst hatte von vielen Bereichen der klassischen Mathematik (selbst in der algebraischen Geometrie), wie er selbst zugab, nur geringe Kenntnisse, holte sich die notwendigen Informationen aber in Diskussionen von Freunden wie Jean-Pierre Serre. Das Fernziel seiner Entwicklungen der algebraischen Geometrie, die er solange abstrahierte, bis sie auf gleicher Stufe wie die Zahlentheorie handhabbar war, war der Beweis der Weil-Vermutungen, worin erst sein Schüler und Mitarbeiter Pierre Deligne 1974 erfolgreich war.
In seiner autobiographischen Schrift Récoltes et Semailles fasst er seine Hauptergebnisse in zwölf Punkten in zeitlicher Reihenfolge zusammen:
1. Topologische Tensorprodukte und Nukleare Räume
2. Kontinuierliche und diskrete Dualität (Derivierte Kategorien und sechs Operationen)[22]
3. Yoga des Riemann-Roch-Grothendieck-Satzes (K-Theorie, Verbindung zur Schnitttheorie)
4. Schemata
5. Topoi
6. Étale-Kohomologie und l-adische Kohomologie
7. Motive und motivische Galois-Gruppe (und Grothendieck-Kategorien)[23]
8. Kristalle und kristalline Kohomologie, „Yoga“ der „De Rham-Koeffizienten“, „Hodge-Koeffizient“, …
9. Topologische Algebra: Infinity-Stacks.[24] Dérivateurs. Kohomologischer Formalismus von Topoi, als Inspiration einer neuen homotopischen Algebra
10. Zahme Topologie (Topologie modérée, Tame topology)
11. Yoga anabelscher Geometrie, Galois-Teichmüller-Theorie
12. Schema-Sichtweise oder arithmetische Sichtweise regulärer Polyeder und regulärer Konfigurationen aller Art

Unter Yoga verstand er die Grundkonzeption bzw. den heuristischen Gebrauch einer Idee im Rahmen einer teilweise noch unbekannten Theorie. Dabei ordnete Grothendieck dem ersten und letzten Gebiet der obigen Liste die relativ geringste Bedeutung zu und hielt den Bereich Topos-Theorie, was die Entwicklung einer zukünftigen Theorie betrifft, die Topologie, Zahlentheorie und algebraische Geometrie vereinigt, zusammen mit der Theorie der Schemata für die bedeutendsten und umfangreichsten der zwölf Themen. Die Schema-Theorie bildet nach Grothendieck die Basis der anderen Themen (außer 1, 5 und 10) und war von seiner Schule bis 1970 schon relativ weit ausgebaut worden, was nach Grothendieck aber nur einen bescheidenen Teil des Potentials dieses Theoriegebäudes ausmachte.

## Mathematische Veröffentlichungen
- Bibliographie von Grothendieck. Bei: Leila.Schneps/GrothendieckCircle. PDF.

Die Hauptschriften sind:
- Produits tensoriels topologiques et espaces nucléaires. In: Memoirs of the American Mathematical Society. Band 16, 1955, S. 1–140.
  - Zusammenfassung Résumé des résultats essentiels dans la théorie des produits tensoriels topologiques et des espaces nucléaires. In: Ann. Inst. Fourier. Band 4, 1952, S. 73–112, Online (Dissertation 1952).
- Résumé de la théorie métrique des produits tensoriels topologiques. In: Bol. Soc. Math. Sao Paulo. Band 8, 1956, S. 1–79 (von 1953), PDF.
- Sur quelques points d’algèbre homologique. In: Tôhoku Math J. Band 9, 1957, Nr. 2, S. 119–221.
- Armand Borel, Jean-Pierre Serre: Le théorème de Riemann-Roch. In: Bulletin de la Société mathématique de France. Band 86, 1958, S. 97–136, PDF (Darstellung der Ergebnisse von Grothendieck).
- Fondements de la Géometrie Algébrique (FGA), eine Reihe von Beiträgen zum Séminaire Nicolas Bourbaki von 1957 bis 1962 (Nr. 149, 182, 190, 195, 212, 221, 232, 236 und Komplement in Sèminaire Bourbaki, Band 14, 1961/62)
- Mit Jean Dieudonné: Éléments de géométrie algébrique. (EGA). Band 1 bis 4. In: Publications mathématiques de l’IHES. 1960 bis 1967:
  - EGA 1: Le Langage des schémas. In: Publications mathématiques de l’IHÉS. Band 4, 1960, S. 5–228, numdam.org.
  - EGA 2: Étude globale élémentaire de quelques classes de morphismes. In: Publications mathématiques de l’IHÉS. Band 8, 1961, S. 5–222, numdam.org.
  - EGA 3: Étude cohomologique des faisceaux cohérents. In: Publications mathématiques de l’IHÉS. Band 11, 1964, S. 5–167, Band 17, 1967, S. 5–91, Band 1, Band 2.
  - EGA 4: Étude locale des schémas et des morphismes de schémas. In: Publications mathématiques de l’IHÉS. Band 20, 1964, S. 5–259, Band 24, 1964, S. 5–231, Band 28, 1966, S. 5–255, Band 32, 1967, S. 5–361, Band 1, Band 2, Band 3, Band 4.
- Séminaire de géométrie algébrique du Bois Marie. (SGA). 1960 bis 1969, Online:
  - Michèle Raynaud: SGA 1: Revêtements étales et groupe fondamental. 1960–1961, Springer Verlag. In: Lecture Notes in Mathematics. Band 224, 1971, S. 1–447 sowie SMF: Collection Documents Mathématiques. Paris 2003.
  - Michèle Raynaud: SGA 2: Cohomologie locale des faisceaux cohérents et théorèmes de Lefschetz locaux et globaux. 1961–1962, In: Advanced Studies in Pure Mathematics. North Holland, 1968, S. 1–287, sowie SMF: Collection Documents Mathématiques. Paris 2005.
  - Michel Demazure: SGA 3: Schémas en groupes. 1962–1964, Springer Verlag. In: Lecture Notes in Mathematics. Band 151, 1970, S. 1–564, Band 152, 1970, S. 1–654, Band 153, 1970, S. 1–529.
  - Michael Artin, Jean-Louis Verdier u. a.: SGA 4: Théorie des topos et cohomologie étale des schémas. 1963–1964, Springer Verlag. In: Lecture Notes in Mathematics. Band 269, 1972, S. 1–535, Band 270, 1972, S. 1–418, Band 305, 1973, S. 1–640.
  - Pierre Deligne (Hrsg.): SGA 4 1/2: Cohomologie étale. Springer Verlag. In: Lecture Notes in Mathematics. Band 569, 1977, S. 1–312.
  - Luc Illusie, Jean-Pierre Serre u. a.: SGA 5: Cohomologie l-adique et fonctions L. 1965–1966. In: Lecture Notes in Mathematics. Band 589, 1977, S. 1–484.
  - Luc Illusie, Pierre Berthelot u. a.: SGA 6: Théorie des intersections et théorème de Riemann-Roch. 1966–1967, Springer Verlag. In: Lecture Notes in Mathematics. Band 225, 1971, S. 1–700.
  - Pierre Deligne, Nicholas Katz: SGA 7: Groupes de monodromie en géométrie algébrique. 1967–1969, Springer Verlag. In: Lecture Notes in Mathematics. Band 288, 340, 1972–1973, S. 1–523, 1–438.
- Standard conjectures on algebraic cycles. In: Algebraic Geometry (International Colloquium Tata Institute, Bombay, 1968). Oxford University Press, 1969, S. 193–199.
- Pursuing Stacks. Manuskript 1983.[26]
- Esquisse d’un programme. 1984, Manuskript, PDF.
- Les Dérivateurs. 1991 (Manuskript, 1976 Seiten), Online, Herausgeber M. Künzer, J. Malgoire, G. Maltsiniotis.
- Alexandre Grothendieck: Récoltes et Semailles I, II. Réflexions et témoignage sur un passé de mathématicien. Gallimard, Paris, 2022, ISBN 978-2-07-288975-2.

Weitere Schriften, darunter die Beiträge von Grothendieck zu den Cartan-, Chevalley- und Bourbaki-Seminaren, sind online (PDF-Format) in der Datenbank von numdam.org abrufbar. Es gab verschiedene Projekte, Grothendiecks Schriften online zugänglich zu machen, zum Beispiel eine moderne Transkription von SGA (Bas Edixhoven) und im Grothendieck Circle, die aber 2010 nach dem Bekanntwerden des Briefs von Grothendieck, der dies nicht wünschte, vorläufig eingestellt bzw. eingeschränkt wurden.

## Meditationsschriften
Alexander Grothendieck verfasste diverse, teilweise veröffentlichte Meditationsschriften.
Zu seinen wichtigsten gehören:
- Eloge de l’inceste. 1981 (poetisches Werk, verloren).
- Récoltes et Semailles, Réflexions et témoignage sur un passé de mathématicien. („Ernten und Säen“)[29], 2 Bde., Gallimard, Collection Tel, Paris 2021, 1993 Seiten.
- La clef des songes – ou dialogue avec le Bon Dieu. 1986 („Der Schlüssel der Träume – ein Dialog mit dem lieben Gott“).
- Notes pour La clef des songes. 1987 (Aufzeichnungen zu „Schlüssel der Träume“).

## Film
2013 entstand ein französischer Dokumentarfilm über Grothendieck von Catherine Aira (Alexander Grothendieck, sur les routes d’un génie).